# Jhomier Guerrero
Jhomier Javier Guerrero González (ur. 25 marca 2001 w Barranquilli) – kolumbijski piłkarz występujący na pozycji prawego obrońcy, od 2025 roku zawodnik Junior.